# Grote knoflooktaailing
De grote knoflooktaailing (Mycetinis alliaceus, synoniem: Marasmius alliaceus) is een paddenstoel, die behoort tot de familie Omphalotaceae. Deze soort wordt gezien op (begraven) beukentakken in beukenbossen op kalkrijke grond en is een saprofyt. 

## Kenmerken
De hoed is gewelfd tot breed klokvormig uitgespreid met een diameter van 1-4 cm. Ze is beige tot bleek- of beigebruin van kleur, met een gegroefd-gestreepte rand. De lamellen zijn wittig tot bleekgeel. De steel is 5-20 cm lang, 3 mm breed en fluwelig met een beigebruine top. De top is bruinzwart tot zwart, met een wortelende basis. Bij de basis is het vlees wittig tot grijs. De geur is knoflookachtig.

## Verspreiding
In Nederland komt de grote knoflooktaailing zeldzaam voor. Hij staat niet op de rode lijst en is niet bedreigd.